# كأس كرواتيا 1996–97
كأس كرواتيا 1996–97 (بالكرواتية: Hrvatski nogometni kup 1996./97.)‏ هو الموسم 6 من كأس كرواتيا. أقيم خلال الفترة 13 أغسطس 1996 وحتى 29 مايو 1997، وأشرف على تنظيمه اتحاد كرواتيا لكرة القدم، وكان عدد الأندية المشاركة فيه 32، وفاز فيه نادي دينامو زغرب.